# Карханин, Иван Михайлович
Иван Михайлович Карханин (1918, Бузулукский уезд, Самарская губерния — 8 ноября 1942, Солянка, Сталинградская область) — участник Великой Отечественной войны, разведчик 434-го стрелкового полка, 169-й стрелковой дивизии, 57-й армии, Сталинградского фронта, красноармеец. Закрыл своим телом амбразуру пулемёта.

## Биография
Родился в 1918 году в деревне Лоховка Твердиловской волости (Бузулукский уезд, Самарская губерния) в семье крестьянина. В 1930-е годы вместе с родителями переехал на станцию Колтубанка. Работал в колхозе.
В 1940 году призван в РККА, попал в 169-ю стрелковую дивизию, дислоцированную на Украине, в районе Каменец-Подольского. Принимал участие в боях с первых дней войны.
В начале ноября 1942 года 169-я стрелковая дивизия держала оборону на рубеже Красноармейск — Ивановка — Червлёное. В ночь с 7 на 8 ноября 1942 года, группа разведчиков 434-го стрелкового полка проводила разведку близ деревни Солянка с целью взятия «языка». Рядом с траншеей противника группа была обнаружена и по ней из дзота открыл огонь пулемёт. Красноармеец Карханин подобрался к дзоту, бросил в него две гранаты, но пулемёт продолжал вести огонь по разведчикам. Тогда Карханин подобрался к дзоту и закрыл его своим телом, что позволило разведгруппе уничтожить пулемётное гнездо.
Был похоронен на территории некоего подсобного хозяйства, после войны перезахоронен в братской могиле в деревне Солянке.
30 ноября 1942 года красноармеец Карханин был посмертно награждён орденом Красной Звезды.
В честь героя названы улицы в посёлке Колтубановский и селе Червлёное. На шлюзе № 7 Волго-Донского канала, в районе которого был совершен подвиг, установлена в 1981 году мемориальная доска; также доска установлена на месте подвига. На могиле установлен памятник.